# Jamesdicksonia irregularis
Jamesdicksonia irregularis är en svampart som först beskrevs av Carl Johan Johanson, och fick sitt nu gällande namn av R. Bauer, Begerow, A. Nagler & Oberw. 2001. Jamesdicksonia irregularis ingår i släktet Jamesdicksonia och familjen Georgefischeriaceae.   Inga underarter finns listade i Catalogue of Life.